# Estación de Leucate-La Franqui
La estación de Leucate-La Franqui es una estación ferroviaria francesa de la línea Narbona - Portbou, situada en la comuna de Port-la-Nouvelle, en el departamento de Aude, en la región de Languedoc-Rosellón. Por ella transitan únicamente trenes regionales.  

## Situación ferroviaria
La estación se sitúa en el PK 435,260 de la línea férrea Narbona - Portbou entre las lagunas de Leucate y Bages-Sigean dando lugar a un trazado muy peculiar en el cual las vías parecen cruzar en medio de las aguas.  

## Historia
La estación fue inaugurada el 20 de febrero de 1858 por la Compañía de Ferrocarriles del Mediodía. En 1935, la compañía que disponía de la concesión inicial fue absorbida por la Compañía de Ferrocarriles de París a Orléans dando lugar a la Compañía PO-Mediodía. Dos años después, la explotación pasó a manos de la SNCF.

## La estación
Esta pequeña estación posee dos andenes laterales y dos vías. El pequeño edificio para viajeros, de dos plantas, solo está plenamente operativo en época estival. Dispone de taquillas y máquinas expendedoras de billetes.

## Servicios ferroviarios

### Regionales
Los TER cubren los siguientes trayectos:
- Línea Toulouse ↔ Cerbère
- Línea Narbona / Nîmes / Aviñón ↔ Cerbère